# Herramientas de inteligencia de negocios
Herramientas de inteligencia de negocios es un tipo de software de aplicaciones diseñado para colaborar con la inteligencia de negocios (BI) en los procesos de las organizaciones. Específicamente se trata de herramientas que asisten el análisis y la presentación de los datos. Pese a que algunas herramientas de Inteligencia de Negocios no incluyen la funcionalidad ETL (Extracción, Transformación y Carga por sus siglas en inglés), las herramientas ETL no son consideradas generalmente como herramientas de Inteligencia de Negocios.

## Tipos
Las categorías generales claves de las aplicaciones de inteligencia de negocios son:
- Planillas electrónicas
- Cuadro de mando integral
- Digital Dashboards o paneles de Control Digital. - También conocidos como Business Intelligence Dashboards, o Dashboards Ejecutivos, Son resúmenes visuales de información del negocio, que muestran de una mirada la comprensión del global de las condiciones del negocio mediante métricas e Indicadores Clave de Desempeño (KPIs). Esta es una Herramienta de Inteligencia de Negocios muy popular desde hace unos pocos años.
- OLAP (Procesamiento Analítico en línea por sus siglas en inglés) (incluido HOLAP, ROLAP and MOLAP)- Es la capacidad de algunos sistemas de soporte de decisiones gerenciales que permiten examinar de manera interactiva grandes volúmenes de información desde varias perspectivas.[1]
- Aplicaciones de Informes, genera vistas de datos agregadas para mantener a la gerencia informada sobre el estado de su negocio.
- Minería de datos - Extracción de información de las bases de datos acerca del consumidor, mediante la utilización de aplicaciones que pueden aislar e identificar patrones o tendencias del consumidor en un alto volumen de datos. Hay una gran variedad de técnicas de minería de datos que revelan distintos tipos de patrones.[2] Algunas de las técnicas son métodos estadísticos (Particularmente Estadística de Negocios) y Redes Neurales como formas altamente avanzadas de análisis de datos.
- Almacén de datos[3]
- Sistemas de información locales
- Limpieza de datos

## Productos de fuente abierta de inteligencia de negocios
- Eclipse BIRT Project: Generador de informes para aplicaciones Web de código abierto basado en Eclipse
- JasperReports
- LogiReport: Aplicación de BI gratuita basada en Web de LogiXML
- OpenI: Aplicación Web simple orientada al reporting OLAP.
- Palo:
- Pentaho
- RapidMiner (antes llamado YALE):
- SpagoBI:

## Productos comerciales
- ACE*COMM
- Actuate
- ApeSoft
- Applix
- Atlas SBI
- Bitool Herramienta de ETL y Visualización
- BiPoint - Business Intelligence
- Bingo Intelligence
- BIRT Analytics
- BiyCloud Smart: QlikView + Cloud + Social Business]
- BI4Web - Business Intelligence For Web
- Business Objects
- CA Oblicore Guarantee
- CODISA BI
- IBM Cognos
- ComArch
- CyberQuery
- Crystal Reports
- Dimensional Insight
- doeet. Sistema OEE MES para el Control de Producción y Productividad
- dLife
- dVelox
- Dynamic Data Web
- Dexon Software[4] Expertos en soluciones de negocio
- Hyperion Solutions Corporation (ahora Oracle)
- IdeaSoft - Business Intelligence & Performance
- iAnalytics, Inteligencia de Negocio en Farmacia Hospitalaria
- Information Builders
- Informe SQL (QLR Manager en español)
- Intelsuite
- InetSoft Technology
- LiteBI
- LogiXML
- Màpex Dynamics
- Microsoft Excel
- Microsoft SQL Server - Suite de Herramienta de BI (Analysis Services, Integration Services y reporting Services)
- MicroStrategy
- Nucleon BI Studio
- NiMbox
- Oracle Corporation (busque Oracle Business Intelligence Server ONE)
- OutlookSoft
- Panorama Software
- Pentaho BI_SW
- PerformancePoint Server 2007
- Pilot Software, Inc.
- Power BI
- Prelytis
- Proclarity
- Prospero Business Suite
- QlikView
- Jedox
- SAP Business Information Warehouse
- SAP Lumira
- SAS Institute
- Siebel Systems
- Smile-Software
- Spotfire
- StatSoft
- SPSS
- Synerplus
- Tableau Software
- Tacnetting
- Teradata
- Yellowfin Business Intelligence